# Christian Dior
Christian Dior (ur. 21 stycznia 1905 w Granville, zm. 24 października 1957 w Montecatini Terme) – francuski kostiumograf filmowy i projektant mody, najbardziej znany jako założyciel jednego z największych domów mody Christian Dior, który obecnie należy do Bernarda Arnault.

## Wczesne lata
Christian Dior urodził się w Granville, nadmorskim miasteczku na wybrzeżu Normandii (Francja). Był drugim z pięciorga dzieci Maurice’a Diora, zamożnego producenta nawozów (rodzinna firma nazywała się Dior Frères), oraz jego żony Isabelle z domu Cardamone. Miał czworo rodzeństwa: Raymond (ojciec Françoise Dior), Jacqueline, Bernard oraz Catherine Dior. Kiedy Christian miał około pięciu lat, cała rodzina przeniosła się do Paryża, lecz wracali na wybrzeże Normandii w trakcie letnich wakacji.
Rodzice Christiana pragnęli, by został dyplomatą, lecz on znacznie bardziej interesował się sztuką. Aby zarobić pierwsze pieniądze, sprzedawał swoje szkice przed domem po około 10 centymów za sztukę. W 1928 Dior zrezygnował ze szkoły i, dzięki wsparciu finansowemu ojca, otworzył małą galerię sztuki, w której wraz z przyjacielem sprzedawał dzieła m.in. Pabla Picassa. Trzy lata później, po śmierci matki i brata Christiana oraz po upadku rodzinnego biznesu spowodowanym przez Wielki kryzys, galeria została zamknięta.
Od 1937 Dior został zatrudniony przez projektanta mody Roberta Pigueta, który dał młodemu Christianowi szansę stworzenia projektów kreacji do trzech kolekcji. Dior później wspominał, że „Robert Piguet nauczył mnie wartości prostoty, która prowadzi do prawdziwej elegancji”. Jedna z kreacji Diora zaprojektowana dla Pigueta, dzienna sukienka z krótką acz pełną spódnicą zwaną „Cafe Anglais”, została szczególnie dobrze przyjęta w świecie mody. U Pigueta Dior współpracował z Pierrem Balmainem i został następcą Marca Bohana na stanowisku projektanta domu mody. Gdy wybuchła II wojna światowa Dior został powołany do służby wojskowej i zakończył pracę u Pigueta.
W 1942, gdy jego służba wojskowa zakończyła się, Dior dołączył do domu mody Luciena Lelonga, gdzie wraz z Balmainem otrzymali stanowiska młodszych projektantów. Podczas wojny Dior jako pracownik Lelonga projektował suknie dla żon niemieckich oficerów oraz francuskich kolaborantów, podobnie jak inne domy mody, które pozostały na rynku w trakcie wojny, między innymi Jean Patou, Jeanne Lanvin oraz Nina Ricci. Jego siostra Catherine (1917–2008) walczyła we francuskim ruchu oporu i została pojmana przez Gestapo, torturowana, a następnie wysłana do obozu koncentracyjnego Ravensbrück, gdzie pozostała aż do wyzwolenia w 1945.

## Dom mody DIOR

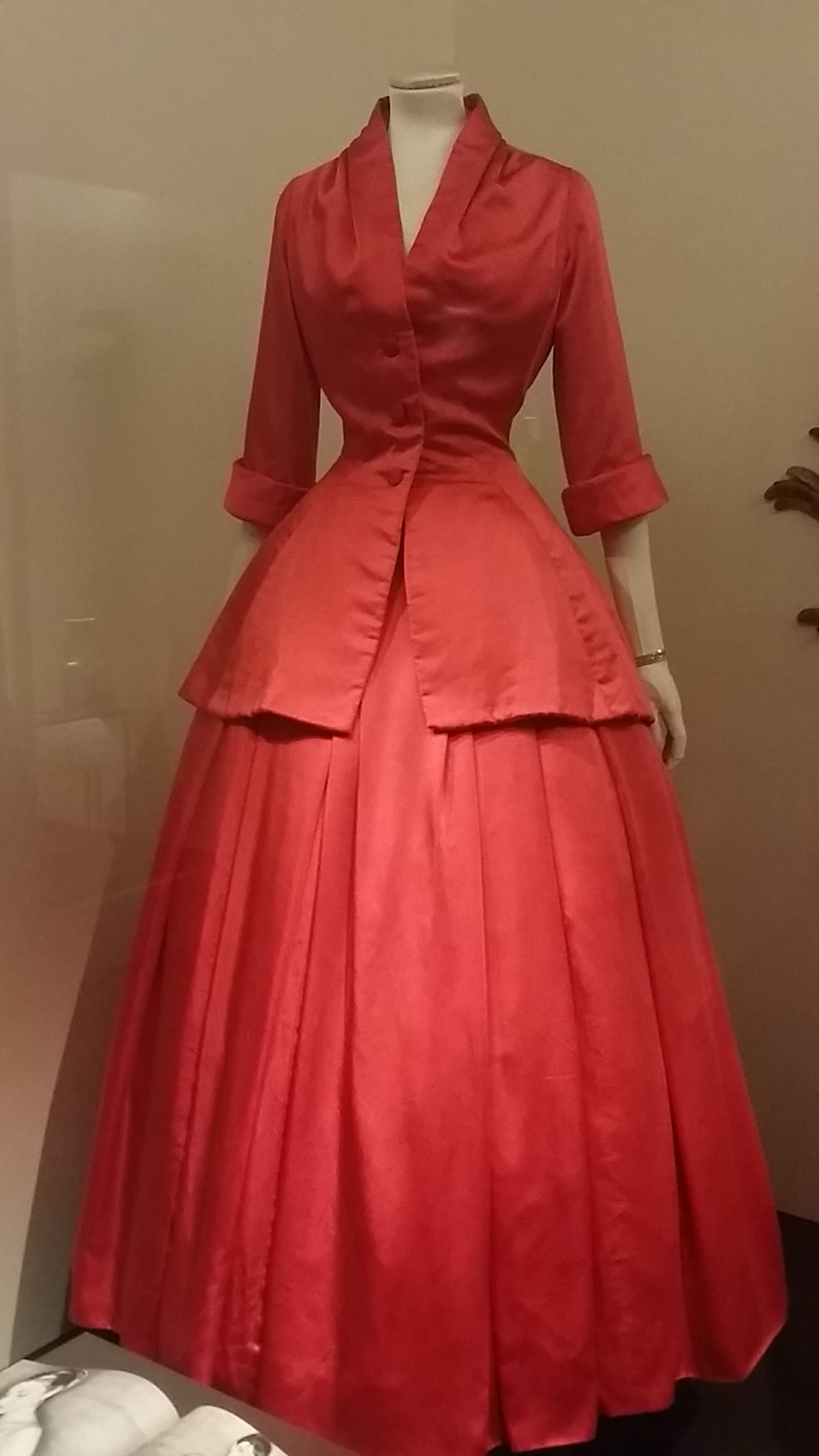
Kreacja projektu Christiana Diora wpisująca się w charakterystyczny New Look (1954).

W 1946 Marcel Boussac, potentat przemysłowy znany jako najbogatszy człowiek we Francji, zaprosił Diora aby projektował dla paryskiego domu mody Philippe et Gaston założonego w 1925. Dior odmówił, kierując się pragnieniem rozpoczęcia działalności pod własnym nazwiskiem. 8 grudnia 1946 pod patronatem Marcela Boussaca Dior założył własny dom mody. Prawdziwa nazwa kolekcji, którą zaprezentował 12 lutego 1947 to „Corolle”, lecz wszyscy znają ją pod nazwą „New Look” jaką nadała linii Carmel Snow, ówczesna redaktorka naczelna „Harper’s Bazaar”. Kreacje od Diora wzbudziły wiele kontrowersji nie tylko ze względu na nowy styl, lecz także ze względu na odmienność od dotychczasowej mody na suknie o pudełkowym kroju, których szycie dyktowały powojenne racje tkaniny. Dior był mistrzem kreowania kształtów i podkreślania sylwetek; jego kreacje stworzone były głównie z perkalu, wykorzystywał on podszycia na biodrach, dopasowane gorsety podkreślające mocno talię osy, a także halki, które sprawiały, że jego suknie jeszcze bardziej kształtowały sylwetki modelek.
Początkowo kobiety zaprotestowały przeciwko projektom spódnic od Diora, które zakrywały im nogi. Sporą sensacją okazała się również ogromna, jak na tamte czasy, ilość tkaniny wykorzystywana do uszycia jednej sukni lub garnituru. Podczas jednej z sesji w Paryżu modelki zostały nawet zaatakowane za taką rozrzutność przez sprzedawczynie na targu, jednak po zakończeniu ciężkiego okresu powojennych deficytów przeciwnicy umilkli. „New Look” zrewolucjonizował kobiece suknie oraz ugruntował pozycję Paryża jako centrum świata mody po II wojnie światowej.

## Śmierć
Christian Dior zmarł w trakcie wakacji w Montecatini Terme we Włoszech 24 października 1957. Niektóre źródła twierdzą, że zmarł na atak serca na skutek zadławienia się ością. Nekrolog w „Time” opisywał okoliczności śmierci jako atak serca podczas gry w karty.

## Nagrody
Dior był nominowany do Oscara za najlepsze kostiumy w filmie czarno–białym za Stację końcową (1953) Vittoria De Siki. Otrzymał również nominację do nagrody BAFTA za najlepsze kostiumy w filmie barwnym za Arabeskę (1966) Stanleya Donena oraz nominację do Cezara jako współprojektant kostiumów do filmu Bras de fer (1985) Gérarda Vergeza.

## Hołd
Nowela Paula Gallico pod tytułem Mrs. 'Arris Goes to Paris wydana w Wielkiej Brytanii pod nazwą Flowers for Mrs Harris opowiada historię londyńskiej sprzątaczki, która zakochuje się w stylu haute couture garderoby swojej przełożonej i postanawia wyjechać do Paryża, aby zdobyć suknię balową od Diora.
Perfumy nazwane „Christian Dior” zostały użyte w powieści Haruki Murakamiego Kronika ptaka nakręcacza, w której występują one jako wpływowy symbol pojawiający się w kluczowych momentach.
Angielski piosenkarz Morrissey wypuścił utwór zatytułowany Christian Dior jako stronę B swojego singla z 2006 roku In the Future When All's Well.
W piosence Rainbow High z filmu Evita, Eva Perón śpiewa „I came from the people. They need to adore me. So Christian Dior me. From my head to my toes".
Kanye West wypuścił utwór zatytułowany Christian Dior Denim Flow w 2010. West wspomina markę Dior również w trzech innych utworach: Devil in a New Dress, Stronger oraz Barry Bonds.